# Sowjetischer Eishockeypokal 1971
Die Saison 1971 war die 13. Austragung des sowjetischen Eishockeypokals. Pokalsieger wurde zum zweiten Mal Spartak Moskau. Beste Torschützen des Turniers waren Anatoli Motowilow von Dynamo Moskau und Sergei Schalimow von Lokomotive Moskau mit je fünf Toren.

## Teilnehmer
| Teams der höchsten Spielklasse: | Teams der zweithöchsten Spielklasse: | Weitere Teams:                                                                            |
| --- | --- | ----------------------------------------------------------------------------------------- |
| - Torpedo Gorki - SKA Leningrad - Krylja Sowetow Moskau - Spartak Moskau - ZSKA Moskau - Sibir Nowosibirsk - Traktor Tscheljabinsk - Chimik Woskressensk | - Awtomobilist Alma-Ata - Chimik Dnjeprodserschinsk - Kristall Elektrostal - Torpedo Jaroslawl - SK Uritskogo Kasan - Dynamo Kiew - Dynamo Leningrad - Torpedo Minsk - Lokomotive Moskau - Sputnik Nischni Tagil - SKA Nowosibirsk - Diselist Pensa - Molot Perm - Dinamo Riga - Kristall Saratow - Awtomobilist Swerdlowsk - Salawat Julajew Ufa - Torpedo Ust-Kamenogorsk | - Titan Beresniki - Inkaras Kaunas - Dinamo Minsk - Wimpel Minsk - RVZ Riga - TEZ Tallinn |

## Ergebnisse

### Erste Runde
| Inkaras Kaunas        | unbekannt | Awtomobilist Alma-Ata     |
| Dynamo Leningrad      | 4:7       | Torpedo Jaroslawl         |
| Sputnik Nischni Tagil | 6:2       | Dinamo Riga               |
| Titan Beresniki       | 7:0       | Chimik Dnjeprodserschinsk |
| SK Uritskogo Kasan    | unbekannt | SKA Nowosibirsk           |
| RVZ Riga              | 4:0       | Torpedo Ust-Kamenogorsk   |
| Kristall Elektrostal  | 5:4       | Diselist Pensa            |
| TEZ Tallinn           | 2:8       | Wimpel Minsk              |

### Zweite Runde
| Inkaras Kaunas        | 1:17 | Torpedo Minsk           |
| Torpedo Jaroslawl     | 0:1  | Sibir Nowosibirsk       |
| Sputnik Nischni Tagil | 7:4  | Awtomobilist Swerdlowsk |
| Titan Beresniki       | 2:5  | Dynamo Kiew             |
| SK Uritskogo Kasan    | 4:9  | Kristall Saratow        |
| RVZ Riga              | 1:5  | Salawat Julajew Ufa     |
| Wimpel Minsk          | 3:16 | Lokomotive Moskau       |
| Kristall Elektrostal  | 5:3  | Molot Perm              |

### Achtelfinale
| Torpedo Minsk         | 4:6  | Spartak Moskau        |
| Dinamo Minsk          | 10:4 | Sibir Nowosibirsk     |
| Sputnik Nischni Tagil | 3:1  | Krylja Sowetow Moskau |
| Chimik Woskressensk   | 12:3 | Dynamo Kiew           |
| Lokomotive Moskau     | 3:1  | Torpedo Gorki         |
| ZSKA Moskau           | 5:3  | Kristall Elektrostal  |
| SKA Leningrad         | 4:3  | Kristall Saratow      |
| Traktor Tscheljabinsk | 6:4  | Salawat Julajew Ufa   |

### Viertelfinale
| Spartak Moskau        | 5:4 n. P. | Dynamo Moskau         |
| Sputnik Nischni Tagil | 2:10      | Chimik Woskressensk   |
| Lokomotive Moskau     | 5:7       | ZSKA Moskau           |
| SKA Leningrad         | 4:2       | Traktor Tscheljabinsk |

### Halbfinale
| Spartak Moskau | 2:1 n. P. | Chimik Woskressensk |
| ZSKA Moskau    | 5:7       | SKA Leningrad       |

### Finale
| Spartak Moskau | 5:1 | SKA Leningrad |

## Pokalsieger
| Pokalsieger Spartak Moskau | Torhüter: Wiktor Kriwolapow, Wiktor Singer Verteidiger: Waleri Kusmin, Alexei Makarow, Wladimir Merinow, Wladimir Migunko, Jewgeni Paladjew, Boris Ponomarjow Angreifer: Walentin Gurejew, Alexander Jakuschew, Wiktor Jaroslawzew, Konstantin Klimow, Gennadi Krylow, Wladimir Markow, Alexander Martynjuk, Wladimir Schadrin, Wiktor Schalimow, Anatoli Sewidow, Jewgeni Simin, Wjatscheslaw Starschinow Cheftrainer: Boris Majorow |